# Aziende produttrici di fisarmoniche in Italia
La prima metà del 1800 vide in Europa la sperimentazione di strumenti musicali ad ancia libera, che determina la nascita di strumenti come l'armonica a bocca, la concertina, il bandoneón, l'armonium, l'organetto e la fisarmonica. Si suppone che l'accordeon arrivò in Italia ad opera di pellegrini austriaci e tedeschi, diretti perlopiù ad Assisi, Roma, Loreto.
Il primo artigiano italiano di organetti di cui si ha nota fu Corrado Alunni di Nocera Umbra, la cui produzione è documentata al 1850. A lui seguirono altri artigiani e costruttori italiani: nel 1856 apre la sua bottega Giovanni Chiusaroli a Recanati, nel 1858 Celeste Ribighini ad Ancona, nel 1862 Lorenzo Ploner a Trieste e nel 1863 Paolo Soprani a Castelfidardo. È da questi artigiani che fiorirà poi l'industria della fisarmonica italiana.
Fra i maggiori centri di produzione di fisarmoniche ed organetti si sono distinti, in Italia e nel mondo, Stradella, Vercelli e la zona di Castelfidardo.

## Lista di aziende
Nella tabella che segue sono riportati alcuni dei più noti marchi italiani.
| Marchio                                                       | Luogo di Produzione           | Inizio attività | Fine attività                               | Note |
| ------------------------------------------------------------- | ----------------------------- | --------------- | ------------------------------------------- | --- |
| Paolo Soprani                                                 | Castelfidardo                 | 1863            | Oggi                                        | Ora prodotte da Pasco Italia |
| Settimio Soprani                                              | Castelfidardo                 | 1872            | 1945                                        | Fusa in Farfisa nel 1946 |
| Dallapè                                                       | Stradella                     | 1876            | 2010                                        | Marchio ceduto alla Roland Corporation |
| Bortolo Giuliani                                              | Mori (Tn)                     | 1870            | 1930                                        | Interrotta l'attività con la morte di Bortolo Giuliani. Tre strumenti presenti nel Museo Usi e Costumi della Gente Trentina - San Michele a/Adige TN. Da qualche anno, l’Ing. Giovanni Togni sta raccogliendo gli strumenti ancora sparsi per il mondo in modo da recuperare materiale e conservare la memoria della storica fabbrica.        |
| Janni Giuseppe Francesco                                      | Giulianova                    | 1882            | Oggi                                        | |
| Pistelli Luigi                                                | Poggio San Vittorino          | 1888            | ?                                           | Non si hanno notizie certe sulla ditta riguardanti la sua attività oggi. |
| Tavani Antonio                                                | Casoli di Atri (TE)           | 1888            | 2006                                        | |
| Ranco Antonio di Giuseppe                                     | Vercelli                      | 1890            | Oggi                                        | |
| Lanzini Francesco                                             | Remedello Sotto               | 1890            | 1905                                        | |
| Verde Giovanni                                                | Leinì                         | 1893            | Oggi                                        | Fu una delle prime, in Italia, a fabbricare fisarmoniche a mantice |
| Antonio Di Leonardo                                           | Chieti scalo                  | 1871            | Oggi                                        | Da oltre 140 la produzione degli organetti Antonio Di Leonardo non si è mai interrotta. Antonio Di Leonardo, nel 1871, inizio questa tradizione che si è tramandata di generazione in generazione fino ad oggi. Il laboratorio è in via P.Nenni 105 - San Giovanni Teatino - Presso il noto negozio di strumenti musicali Città della Musica. |
| Maga Ercole                                                   | Stradella                     | 1895            | Oggi                                        | Dal 1982 rilevata da Luigi Trovabene |
| Parmelli Angelo                                               | Cremona                       | 1897            | 1933                                        | |
| Dallapè - Trento                                              | Trento                        | 1900            | 1950                                        | Interrotta l'attività con la morte di Carlo Dallapè. Due strumenti presenti nel Museo Usi e Costumi della Gente Trentina - San Michele a/Adige TN |
| Massoni Enrico                                                | Stradella                     | 1900            | 1936                                        | |
| Scandalli F.lli                                               | Camerano                      | 1900            | Oggi                                        | Ora prodotte da Scandalli Accordions srl |
| Morini Cesare                                                 | Camerano                      | Primi del '900  |                                             | |
| Vaccari F.lli                                                 | Modena                        | 1901            | Compare la sede ma non esiste più dal 2003. | |
| Cavagnolo Domenico                                            | Vercelli                      | 1904            | Oggi (emigrato in Francia nel 1923)         | |
| Palma Florindo                                                | Penne                         | 1922 circa      | 2000 ?                                      | Ceduta al figlio Alparizio, morto nel 2000. È conosciuta oggi con il nome "Ciarcelluti", attuale proprietario del marchio. |
| Ciarcelluti                                                   | Penne                         | 2000            | Oggi                                        | |
| Rogledi                                                       | Stradella                     | 1904            | 1972                                        | |
| Fisarmoniche Valle Camonica                                   | Esine                         | 2021            | Oggi                                        | |
| Piermaria Nazzareno                                           | Castelfidardo                 | 1905            | Oggi                                        | Emigrato in Francia nel 1923. Strumenti prodotti in Italia dalla SEM |
| Moreschi                                                      | Castelfidardo                 | 1910            | Oggi                                        | Ora prodotte da Pasco Italia |
| Salas                                                         | Stradella                     | 1910            | 1947                                        | |
| Silvestrini Aldo e Figli                                      | Mondolfo                      | 1910            | Anni '80                                    | |
| Tesio Giovanni                                                | Stradella                     | 1910            | 1925                                        | |
| Picchietti Adriano                                            | Castelfidardo                 | 1911            | 1919                                        | Poi fusa come Dari & Picchietti |
| Società Anonima Cooperativa di Produzione e Lavoro L'Armonica | Stradella                     | 1912            | 1975                                        | |
| Gigli Nazzareno                                               | Castelfidardo                 | 1913            | 1944                                        | |
| Castagnari                                                    | Recanati                      | 1914            | Oggi                                        | |
| Dari & Picchietti                                             | Castelfidardo                 | 1919            | 1935                                        | Vedi Victoria Accordions |
| Victoria Accordions                                           | Castelfidardo                 | 1919            | Oggi                                        | Nata come Dari & Picchietti: cambiato nome nel 1936. 1984 Virgilio Breccia - dal 2001 di Riccardo Breccia e Elke Ahrenholz |
| Peruzzi                                                       | Recanati                      | 1920            | ?                                           | |
| Piatanesi                                                     | Castelfidardo                 | 1920            | Oggi                                        | |
| Cooperativa Armoniche                                         | Vercelli                      | 1921            | Oggi                                        | Attiva come Cooperfisa |
| Ballone Burini                                                | Castelfidardo                 | 1922            | Oggi                                        | |
| Borsini                                                       | Castelfidardo                 | 1922            | Oggi                                        | |
| Frontalini                                                    | Numana                        | 1923            | 1968-'70                                    | |
| Della Noce                                                    | Teramo                        | 1925            | Oggi                                        | |
| Gallo Antonio e Figlio                                        | Vercelli                      | 1925            | 1948                                        | |
| Gabbanelli                                                    | Castelfidardo                 | 1930            | Oggi                                        | Di Elio Gabbanelli Jr. |
| Civardi Gaspare                                               | Luino                         | 1932            | 1956                                        | Fabbrica di fisarmoniche |
| F.lli Crosio                                                  | Stradella                     | 1934            | 2008                                        | Nel 1975 rilevata da Federzoni e Bosoni e successivamente dalla Coop. Music Pool |
| Massoni Egidio                                                | Stradella                     | 1936            | 1953                                        | |
| Massoni Renato                                                | Stradella                     | 1937            | 1954                                        | |
| Migliorini Losio                                              | Stradella                     | 1937            | 1966                                        | |
| Lucchini e Barozzi                                            | Stradella                     | 1937            | 1939                                        | |
| V. Soprani di Silvio & C                                      | Recanati                      | 1937            | 1963                                        | Il laboratorio di Virgilio (figlio di Silvio e cugino di Paolo Soprani), creato nel 1937 a Recanati, produce fisarmoniche dalle finiture esterne più sobrie (sulla scia di Silvio Soprani, che avvia la fabbrica a Recanati nel 1910); dal 1963 la preziosa fisarmonica V. Soprani di Silvio & C risulta fuori produzione.                    |
| Barozzi e Bonfoco                                             | Stradella                     | 1939            | 1948                                        | |
| Lucchini Luigi                                                | Stradella                     | 1939            | Oggi                                        | Dal 2003 produzione affidata a By Marco di Marco Cagiada |
| Felicino del Priore                                           | Sant'Angelo dei Lombardi (AV) | 1941            | 1992                                        | La fabbrica fu completamente distrutta dal terremoto del 23 novembre 1980 |
| A.R.S. Artigiani Riuniti Stradella                            | Stradella                     | 1943            | 1958                                        | |
| Tizzoni                                                       | Stradella                     | 1944            | 1981                                        | |
| La Voce d'Oro                                                 | Stradella                     | 1944            | 1965                                        | |
| Borgna Ruggero                                                | Casarsa della Delizia         | 1945            | Oggi                                        | |
| Tombolini Emilio & Figlio                                     | Castelfidardo                 | 1945            | Oggi                                        | |
| Il Trionfo della Fisarmonica                                  | Castelfidardo                 | 1945            | 1956                                        | |
| Zero Sette                                                    | Castelfidardo                 | 1945            | Oggi                                        | Ora di Gerundini Alessio. Dal gennaio 2007 associata alla BUGARI ARMANDO |
| Giustini                                                      | Stradella                     | 1946            | 1954                                        | |
| Giustozzi                                                     | Castelfidardo                 | 1946            | Oggi                                        | |
| Pigini                                                        | Castelfidardo                 | 1946            | Oggi                                        | |
| Stradellina                                                   | Stradella                     | 1946            | 1964                                        | |
| Farfisa                                                       | Camerano                      | 1946            |                                             | Nata come FAbbriche Riunite di FISArmoniche dalla fusione di Settimio Soprani e F.lli Scandalli |
| F.I.A.S. Fabbrica Italiana Armoniche Stradella                | Stradella                     | 1946            | 1965                                        | Secondo logo della Lucchini, marchio di proprietà Tino Lucchini |
| Morbidoni Alberto / Dega                                      | Castelfidardo                 | 1946            |                                             | |
| Crosetti C.                                                   | Cuneo                         | 1946            | ?                                           | |
| Aurora                                                        | Stradella                     | 1947            | 1952                                        | |
| Alpa Eos                                                      | Stradella                     | 1947            | 1950                                        | |
| Alessandrini                                                  | Castelfidardo                 | 1947            | Oggi                                        | |
| Cemex Excelsior                                               | Castelfidardo                 | 1948            | Oggi                                        | Dal 1924 a New York. Ora vedi Pigini |
| Bianchi                                                       | Stradella                     | 1948            | 1950                                        | |
| Bonfoco Guglielmo                                             | Stradella                     | 1948            | 1960                                        | |
| O.R.A. di Guerrini Aldo                                       | Castelfidardo                 | 1948            | Oggi                                        | |
| Salas di Barozzi Dante                                        | Stradella                     | 1948            | 1982                                        | |
| Gloria                                                        | Stradella                     | 1951            | 1955                                        | |
| Brandoni & Sons                                               | Castelfidardo                 | 1951            | Oggi                                        | Ora condotto dalla famiglia Bompezzo |
| Stradelfisa                                                   | Stradella                     | 1951            | 1959                                        | |
| UNIVERSAL                                                     | Castelfidardo                 | 1952            | 1983                                        | |
| Mondial                                                       | Stradella                     | 1954            | 1983                                        | |
| Guido Guerrini e Figli                                        | Stradella                     | 1954            | 1962                                        | |
| Giustini Gino                                                 | Stradella                     | 1954            | 1966                                        | |
| Bugari Armando                                                | Castelfidardo                 | 1961            | Oggi                                        | |
| Guerrini & Figli                                              | Castelfidardo                 | 1963            | Oggi                                        | |
| Giovanni Sora                                                 | Mondolfo                      | 1864?           |                                             | |
| SEM                                                           | Castelfidardo                 | 1972            | 2010                                        | |
| Mengascini Nello                                              | Castelfidardo                 | 1974            | Oggi                                        | |
| Panati Giuseppe L'Armonica                                    | Stradella                     | 1975            | 1981                                        | |
| Baffetti Dino                                                 | Castelfidardo                 | 1977            | Oggi                                        | |
| Fisart di Vignoni & Pigini                                    | Castelfidardo                 | 1980            | Oggi                                        | |
| Rosciani Gianfranco                                           | Castelfidardo                 | 1981            |                                             | |
| Stocco                                                        | Stradella                     | 1981            | Oggi                                        | |
| Beltrami                                                      | Stradella                     | 1982            | Oggi                                        | |
| Beltuna Accordions                                            | Castelfidardo                 | 1982            | Oggi                                        | |
| Bompezzo                                                      | Castelfidardo                 | 1983            | Oggi                                        | |
| Gallo Luciano (Galliano)                                      | Preganziol                    | 1980            | Oggi                                        | |
| D&D Fantini Accordions                                        | Castelfidardo                 | 1984            | Oggi                                        | |
| Serenellini                                                   | Loreto                        | 1984            | Oggi                                        | |
| Pasco Italia                                                  | Castelfidardo                 | 1995            | Oggi                                        | |
| E. Soprani                                                    | Castelfidardo                 | 1995            | Oggi                                        | Ora prodotte da Pasco Italia |
| Regina Accordions di Taborro R.                               | Castelfidardo                 | 1999            | Oggi                                        | |
| By Marco                                                      | Stradella                     | 2000            | 2022                                        | Di Cagiada Marco. Ex Lucchini |
| Ottavianelli Ovidio                                           | Castelfidardo                 | 2000            | Oggi                                        | |
| International Music Company                                   | Castelfidardo                 | 2001            | Oggi                                        | |
| Scelzodiatonici                                               | Brienza                       | 2001            | Oggi                                        | |
| Roland Europe spa                                             | Acquaviva Picena, AP          | 2004            |                                             | |
| Fismen Accordions                                             | Castelfidardo                 | 2004            | Oggi                                        | |
| Musictech                                                     | Castelfidardo, AN             | 2005            | Oggi                                        | L'unica Fisarmonica Digitale costruita e progettata interamente a Castelfidardo |
| Teknofisa                                                     | Vercelli                      | 2007            | Oggi                                        | |
| Giovanni Tesio                                                | Stradella                     |                 |                                             | |
| L'Armoniosa di Bosoni Silvio                                  | Stradella                     |                 |                                             | |
| Enzo Tondi                                                    | Stradella                     |                 |                                             | |
| Musitalia                                                     | Stradella                     |                 |                                             | |
| Bontempi Ubaldo                                               | Castelfidardo                 |                 |                                             | |
| Busilacchio I.                                                | Castelfidardo                 |                 |                                             | |
| Fisitalia                                                     | Castelfidardo                 |                 | Oggi                                        | |
| Gentili Luciano                                               | Recanati                      |                 |                                             | |
| Menghini                                                      | Castelfidardo                 |                 | Oggi                                        | |
| Princetti                                                     | Castelfidardo                 |                 |                                             | |
| Vuemme Accordions                                             | Castelfidardo                 |                 | Oggi                                        | |
| Bertone-Locatelli                                             | Vercelli                      |                 |                                             | |
| Fidel Socin                                                   | Bolzano                       | 1871            | 1958                                        | |
| Lanzinger Harmonika                                           | Sesto Pusteria (BZ)           | ?               | ?                                           | |
| Navini                                                        | Castiglion Fiorentino (AR)    | 1936            | Oggi                                        | Produce anche ottoni e altri strumenti. |
| Notturni Paolo                                                | Recanati                      | 1908            | Oggi                                        | |
| Erideo Marinucci                                              | Recanati                      | 1922            | 1962                                        | |
| Pasquale Ficosecco                                            | Recanati                      | ?               | ?                                           | |
| Tiranti Fisarmoniche                                          | Castelfidardo                 |                 |                                             | Euphonia (marchio) |
| Mafra Accordions                                              | Castelfidardo                 |                 |                                             | |
| Elettra                                                       | Castelfidardo                 | 1941            |                                             | |